# NGC 6487
NGC 6487 (другие обозначения — UGC 11022, MCG 5-42-8, ZWG 171.14, PGC 61039) — эллиптическая галактика (E) в созвездии Геркулес.
Этот объект входит в число перечисленных в оригинальной редакции «Нового общего каталога».